# Xanthorrhoeoideae
Las xantorroeóideas (Xanthorrhoeoideae) son una subfamilia de plantas monocotiledóneas pertenecientes a la familia Xanthorrhoeaceae. Son nativas de Australia y pueden ser reconocidas por su hábito, ya que su tallo es erecto y leñoso (y con un indumento persistente de hojas secas si no hay incendios), y en su extremo posee una agregación densa de hojas largas y delgadas. La inflorescencia es de tipo espiga, erecta y densamente apretada. Las flores son pequeñas y el fruto es una cápsula. De la especie Xanthorrhoea arborea se extrae la llamada goma de Bahía Botánica o resina acaroides de Bahía Botánica o resina amarilla de Nueva Bélgica.
Las xantorroeóideas fueron reconocida por sistemas de clasificación modernos como el sistema de clasificación APG II en el rango de familia (Xanthorrhoeaceae sensu stricto) o de subfamilia dentro de una definición amplia (Xanthorrhoeaceae sensu lato). Esta familia antes incluía otros taxones arborescentes como Kingia (que no tiene crecimiento secundario y ahora se ubica en Dasypogonaceae) y Cordyline (con el cual está sólo lejanamente emparentado, es un miembro de Laxmanniaceae). El sistema APG III considera válida la segunda ópción aludida y, por ende, trata a las xanthorrhoeóideas como una subfamilia de Xanthorrhoeaceae, conjuntamente con las hemerocalidóideas y las asfodeloideas. 
 Su único género es Xanthorrhoea con 28 especies y 5 subespecies.

## Características
Arborescentes, con crecimiento secundario anómalo (con un meristema secundario en el tronco), perennes. Muchas, aunque no todas, desarrollan un tallo de superficie rugosa que aflora del suelo, formado por las bases de antiguas hojas acumuladas alrededor del tronco. El tronco no suele estar ramificado, aunque en algunas especies se ramifica naturalmente, emitiendo numerosas ramas si el ápice caulinar resulta dañado. 
Las flores se encuentran en una inflorescencia que es una larga espiga que surge de una parte del tallo desnudo, que en algunas especies puede alcanzar una longitud de más de cuatro m.

## Ecología
El género es nativo de Australia.
La floración se produce en diferentes periodos, dependiendo de cada especie. Ésta puede ser estimulada por incendios naturales, en cuyo caso la floración se produce en el siguiente periodo después del fuego.

## Filogenia
Hemerocallidoideae está cercana a Asphodeloideae y Xanthorrhoeoideae, las otras dos subfamilias de las xantorroeáceas. Las tres subfamilias comparten algunos caracteres comunes, como la presencia de antraquinonas, estiloides, y semillas con cotiledón no fotosintético. Dentro de este clado, ocurre crecimiento secundario (anómalo) en Aloe (algunas especies llegando a tamaños enormes), Phormium y Xanthorrhoea.  Con respecto a la morfología, tanto Hemerocallidoideae como Xanthorrhoeoideae tienen ovarios que probablemente son secundariamente súperos, y tienen nectarios septales infraloculares (Rudall 2002, 2003). Rudall (2003) sugiere una relación morfológica cercana entre Hemerocallidoideae y Asphodeloideae, y otra entre Xanthorrhoeaceae e Iridaceae.
Xanthorrhoeaceae sensu stricto antes incluía otros taxones arborescentes como Kingia (que no tiene crecimiento secundario y ahora es ubicado en Dasypogonaceae) y Cordyline (con el cual está sólo lejanamente emparentado, es un miembro de Laxmanniaceae).

## Taxonomía
El único género y las especies, conjuntamente con su publicación válida y distribución se listan a continuación (Real Jardín Botánico de Kew):
Xanthorrhoea Sm., Trans. Linn. Soc. London 4: 219 (1798).
- Xanthorrhoea acanthostachya D.J.Bedford, Nuytsia 5: 317 (1984 publ. 1985). OSO. de Australia Occidental.
- Xanthorrhoea acaulis (A.T.Lee) D.J.Bedford, en Fl. Australia 46: 225 (1986). Centro-este de Nueva Gales del Sur.
- Xanthorrhoea arborea R.Br., Prodr.: 288 (1810). Centro-este de Nueva Gales del Sur.
- Xanthorrhoea arenaria D.J.Bedford, en Fl. Australia 46: 225 (1986). N. y NE. de Tasmania.
- Xanthorrhoea australis R.Br., Prodr.: 288 (1810). SE. de Australia.
- Xanthorrhoea bracteata R.Br., Prodr.: 288 (1810). NE. de Tasmania.
- Xanthorrhoea brevistyla D.A.Herb., J. Roy. Soc. Western Australia 7: 82 (1921). O. de Australia Occidental.
- Xanthorrhoea brunonis Endl. en J.G.C.Lehmann, Pl. Preiss. 2: 39 (1846). SO. de Australia Occidental.
- Xanthorrhoea caespitosa D.J.Bedford, en Fl. Australia 46: 226 (1986). SE. de Australia Meridional.
- Xanthorrhoea concava (A.T.Lee) D.J.Bedford, en Fl. Australia 46: 226 (1986). Centro-este de Nueva Gales del Sur.
- Xanthorrhoea drummondii Harv., Hooker's J. Bot. Kew Gard. Misc. 7: 57 (1855). OSO. de Australia Occidental.
- Xanthorrhoea fulva (A.T.Lee) D.J.Bedford, en Fl. Australia 46: 226 (1986). E. de Australia.
- Xanthorrhoea glauca D.J.Bedford, en Fl. Australia 46: 226 (1986). SE. de Queensland a centro-este. de Nueva Gales del Sur.
- Xanthorrhoea gracilis Endl. en J.G.C.Lehmann, Pl. Preiss. 2: 39 (1846). SO. de Australia Occidental.
- Xanthorrhoea johnsonii A.T.Lee, Contr. New South Wales Natl. Herb. 4: 49 (1966). E. de Australia.
- Xanthorrhoea latifolia (A.T.Lee) D.J.Bedford, en Fl. Australia 46: 227 (1986). E. de Australia.
- Xanthorrhoea macronema F.Muell. ex Benth., Fl. Austral. 7: 113 (1878). Isla Fraser a CE. Nueva Gales del Sur.
- Xanthorrhoea malacophylla D.J.Bedford, en Fl. Australia 46: 227 (1986). E. de Nueva Gales del Sur.
- Xanthorrhoea media R.Br., Prodr.: 288 (1810). SE. de Nueva Gales del Sur.
- Xanthorrhoea minor R.Br., Prodr.: 288 (1810).  SE. de Australia.
- Xanthorrhoea nana D.A.Herb., J. Roy. Soc. Western Australia 7: 83 (1921). SO. de Australia.
- Xanthorrhoea platyphylla D.J.Bedford, en Fl. Australia 46: 228 (1986). S. de Australia Occidental.
- Xanthorrhoea preissii Endl. en J.G.C.Lehmann, Pl. Preiss. 2: 39 (1846). O. de Australia Occidental.
- Xanthorrhoea pumilio R.Br., Prodr.: 288 (1810). E. de Queensland.
- Xanthorrhoea quadrangulata F.Muell., Fragm. 4: 111 (1864). SE. de Australia Meridional.
- Xanthorrhoea resinosa Pers., Syn. Pl. 1: 370 (1805). CE. de Nueva Gales del Sur a E. de Victoria.
- Xanthorrhoea semiplana F.Muell., Fragm. 4: 111 (1864). SE. de Australia Meridional a O. de Victoria.
- Xanthorrhoea thorntonii Tate, Rep. Horn. Exped. C. Australia 3: 191 (1896). O. y C. de Australia.